# Багдасарян, Артур Ваганович
Артур Ваганович Багдасарян (арм. Արթուր Վահանի Բաղդասարյան); род. 8 ноября 1968, Ереван) — армянский политический деятель, лидер партии «Оринац Еркир» («Страна закона»), председатель совета Академии ОДКБ, председатель совета Французского университета Армении, председатель совета Европейского университета Армении. После проигрыша на парламентских выборах 2018 года объявил об уходе из политики.

## Биография
- 1975—1985 — Ереванская средняя школа имени Х. Абовяна.
- 1985—1986 — обучался на курсах по правоведению в Московском государственном университете имени М. В. Ломоносова.
- 1986—1992 — юридический факультет Ереванского государственного университета.
- 1988—1989 — служил в рядах Советской Армии.
- 1989—1993 — работал в редакции газеты «Авангард» корреспондентом, заведующим отделом, заместителем редактора.
- Сентябрь 1992 — избран депутатом Шенгавитского районного совета города Еревана.
- 1993—1994 — избран заместителем председателя исполкома Шенгавитского райсовета города Еревана, став самым молодым должностным лицом в органах местного самоуправления в республике.
- 5 июля 1995 — по мажоритарной системе избран депутатом Национального Собрания Армении первого созыва по Шенгавитскому округу, став самым молодым депутатом в Парламенте Армении.
- 1994—1997 — учился и окончил с отличием Академию государственной службы при Президенте РФ.
- В 1995 — получил степень кандидата, в 1997 — степень доктора юридических наук, а в 1998 — звание профессора, став самым молодым доктором юридических наук, профессором в Армении.
- Сентябрь 1995 — избран председателем союза юристов и политологов Армении.
- 1997 — основал партию «Оринац Еркир» («Страна закона»).
- 1998 — на первом съезде партии «Оринац Еркир» избран её председателем.
- С 1998 — председатель постоянной комиссии Национального Собрания РА по государственно-правовым вопросам.
- 1999—2003 — по мажоритарной системе избран депутатом Национального Собрания Республики Армения второго созыва по Шенгавитскому округу. В Парламенте РА была сформирована фракция «Оринац Еркир», руководителем которой был избран в сентябре 1999 года.
- 1999—2003 — был главой армяно-французской парламентской группы.
- С 2000 — председатель совета Французского университета Армении, а с 2002 — председатель Европейской региональной академии на Кавказе (ныне — Европейский университет Армении).
- 25 мая 2003 года, будучи во главе пропорционального списка партии «Оринац Еркир», избран депутатом Национального Собрания третьего созыва.
- 12 июня 2003 года избран Председателем Национального Собрания, став самым молодым главой Парламента в истории трех республик Армении и парламентов всего мира.
- В 2004 году избран вице-президентом Интернационала христианско-демократических и народных партий, а в марте 2005 года — председателем Армянской Парламентской Ассамблеи Дружбы (АПАД).
- В ноябре 2005 года избран президентом Парламентской Ассамблеи Черноморского экономического сотрудничества.
- 29 мая 2006 года подал в отставку с поста Председателя Национального Собрания Республики Армения.
- В феврале 2007 года избран сопредседателем Кавказско-Каспийской Комиссии по международному сотрудничеству, созданной при финансовой поддержке Европейской Комиссии.
- 12 мая 2007 года по пропорциональному списку партии «Оринац Еркир» был избран депутатом Национального Собрания Республики Армения четвёртого созыва и возглавил парламентскую фракцию «Оринац Еркир».
- 19 февраля 2008 года на президентских выборах Артур Багдасарян был выдвинут партией «Оринац Еркир» кандидатом на пост президента Республики Армения.
- 25 марта 2008 года заключил коалиционное соглашение с Президентом РА Сержем Саргсяном, после чего по Указу Президента был назначен Секретарем Совета национальной безопасности РА.
- 30 апреля 2014 года подал в отставку с поста Секретаря Совета национальной безопасности РА.
- В 2014 году в Москве избран Председателем Попечительского совета Академии Организации Договора о коллективной безопасности.
- 19 сентября 2013 года избран Президентом Федерации волейбола Армении.
- С 2010 года является действительным членом, профессором Международной Академии информатизации.
- С 2011 года — действительным членом, профессором Академии проблем безопасности, обороны и правопорядка Российской Федерации.
- В течение 2008—2013 годах Артур Багдасарян, как Секретарь Совета национальной безопасности, в соответствии с Указами Президента РА, руководил работой 10 межведомственных комиссий, которые разработали важнейшие документы, касающиеся стратегического развития и обеспечения безопасности страны по различным приоритетным направлениям, а также осуществляли обеспечение их реализации.

Артур Багдасарян возглавлял межведомственные комиссии по таким важнейшим внешнеполитическим направлениям как координация сотрудничества РА с ОДКБ, НАТО, Евросоюзом и Европейскими структурами по вопросам информационной безопасности, борьбы с наркоманией и незаконным оборотом наркотиков, реформирования и развития системы военной промышленности, мониторинга процесса обеспечения пограничной безопасности и реализации программ комплексного управления границами Армении. Он также координировал деятельность около 40 межведомственных рабочих групп СНБ РА.
- 21 февраля 2016 года на учредительном съезде партии «Армянское возрождение» был избран председателем этой партии.
- 24 февраля 2018 года на съезде партии «Оринац Еркир» («Страна закона») избран председателем партии.
- Артур Багдасарян — автор ряда научных монографий, более 200 научных и публицистических статей.
- Владеет русским, французским, английским языками.
- Женат, имеет троих детей.

## Награды
- Медаль «За заслуги перед Отечеством» 1-й степени (28 декабря 2012 года) — за многолетнюю и плодотворную работу в системе государственного управления Республики Армения, значительный вклад в государственное строительство[2]
- Медаль «За заслуги перед Калининградской областью» (3 ноября 2009 года) — за заслуги по налаживанию экономических, научных, образовательных и культурных связей Калининградской области Российской Федерации и Республики Армении[3][источник не указан 3957 дней].
- Орден «Содружество» (16 апреля 2004 года, Межпарламентская ассамблея СНГ) — за активное участие в деятельности Межпарламентской Ассамблеи и её органов, вклад в укрепление дружбы между народами государств — участников Содружества[4]
- Деятельность Артура Багдасаряна удостоилась высокой оценки со стороны дружественных стран и международных организаций. Он награждён высокими государственными наградами, орденами и медалями Российской Федерации, Республики Франция, Республики Австрия, Республики Казахстан, орденом Парламентской Ассамблеи СНГ, наградами Международного Межпарламентского союза, Парламентской Ассамблеи ОБСЕ и Парламентской Ассамблеи Совета Европы. Награждён также медалями Сената Французской Республики, Парламента Италии, Федерального собрания РФ.
- В 2010 году Артур Багдасарян награждён высшей медалью Совета командующих Пограничными войсками государств-членов СНГ за вклад в дело укрепления пограничной безопасности стран-членов СНГ.
- В 2011 году Секретарь Совета безопасности Российской Федерации Николай Патрушев наградил его медалью Совета безопасности РФ за вклад в дело развития и укрепления армяно-российских отношений.
- В 2012 году награждён высшей медалью Федеральной службы Российской Федерации по военно-техническому сотрудничеству.
- В 2013 году Артур Багдасарян награждён высшей наградой Организации Договора о коллективной безопасности — медалью за большой вклад в дело развития и укрепления системы коллективной безопасности ОДКБ, активное участие в процессе укрепления военно-технического сотрудничества и реализации решений Совета коллективной безопасности ОДКБ.
- Почётный гражданин Гюмри (2009).